# Hyloniscus kopaoniscensis
Hyloniscus kopaoniscensis är en kräftdjursart som beskrevs av Buturovic 1960. Hyloniscus kopaoniscensis ingår i släktet Hyloniscus och familjen Trichoniscidae. Inga underarter finns listade i Catalogue of Life.